# 1310 Villigera
1310 Villigera è un asteroide areosecante. Scoperto nel 1932, presenta un'orbita caratterizzata da un semiasse maggiore pari a 2,3931100 UA e da un'eccentricità di 0,3554798, inclinata di 21,07057° rispetto all'eclittica.
L'asteroide è dedicato all'astronomo svizzero-tedesco Walter Augustin Villiger.